# Chapel Island, Nova Scotia
Chapel Island är en ö i Kanada.   Den ligger i provinsen Nova Scotia, i den östra delen av landet, 1 200 km öster om huvudstaden Ottawa. Arean är 0,52 kvadratkilometer.
Terrängen på Chapel Island är mycket platt. Öns högsta punkt är 22 meter över havet. Den sträcker sig 1,6 kilometer i nord-sydlig riktning, och 1,2 kilometer i öst-västlig riktning.
I omgivningarna runt Chapel Island växer i huvudsak blandskog. Runt Chapel Island är det mycket glesbefolkat, med 2 invånare per kvadratkilometer.